# Medaglia ai volontari di Olomouc
La medaglia ai volontari di Olomouc fu una medaglia di benemerenza dell'Impero austriaco.

## Storia
La medaglia venne istituita nel 1796 dall'imperatore Francesco II per ricompensare tutto il personale militare boemo che avesse risposto alla chiamata alle armi indetta dall'esercito imperiale il 12 agosto di quell'anno contro l'invasione di Napoleone Bonaparte dell'Italia. Il personale ricompensato era composto unicamente da volontari.

## Insegne
La medaglia consisteva in un disco circolare d'oro che riportava, sul diritto, il volto dell'imperatore Francesco I voltato a destra, coronato d'alloro ed accompagnato dalla scritta MILITI ELLECTO CÆSAREM ET PATRIAM DEFENDENTI e con sotto la firma dell'incisore RISA. Sul retro, al centro, la medaglia riportava la figura di un'aquila coronata con le ali scaccate recante al centro uno scudo con le lettere "FMI". Tutto attorno si trovava la legenda SENATUS POPULUSQUE OLOMUCENSIS Ao 1796.
Il nastro della medaglia era giallo con un filetto nero per parte.